# 草津町 (広島県)

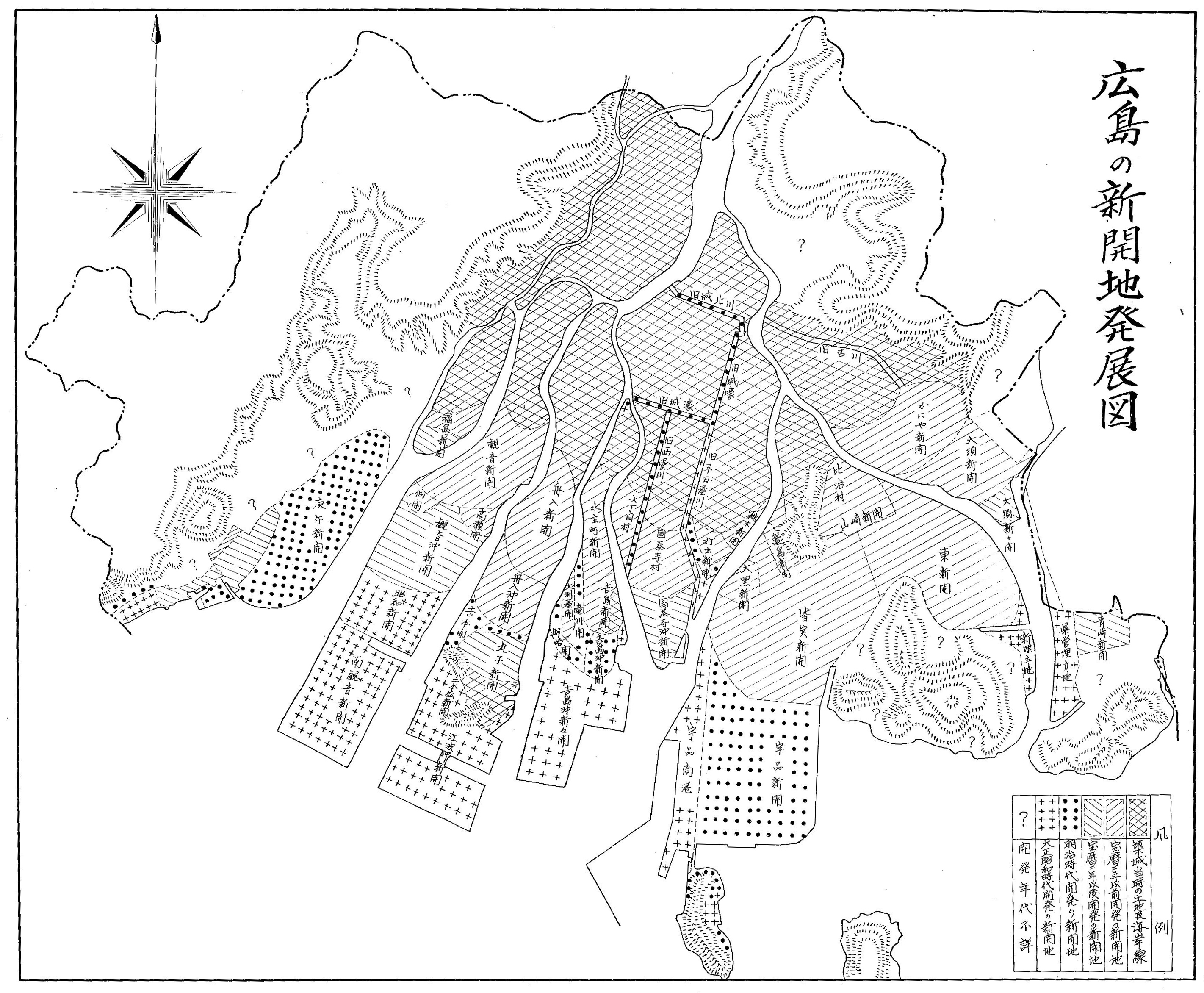
広島の新開地発展図（『概観広島市史』1955年） / 藩政期における現在の草津地区での新開地の造成、明治期における庚午新開の造成が示されている。

草津町（くさつちょう）はかつて広島県佐伯郡に存在した町である。1889年（明治22年）の町村制発足時には「草津村」として設置されたが、1909年（明治42年）町制を施行して草津町となり、1929年（昭和4年）4月1日、広島市に編入合併して消滅した。

## 地理
- 旧「佐伯郡草津町」の境域は現在の草津の大部分に加え庚午の大部分を含む。
- 広島のデルタの西側、すなわち旧福島川（現在は拡幅され太田川放水路 / 参照）河口の西に位置する（広島市編入後広島湾沖合への埋め立てが進行し、当時とは海岸線がかなり異なっている）。
- 川を挟んで対岸には広島市、同川の西岸では北に佐伯郡己斐町・古田村、南に同郡井口村に接していた（現在はいずれも広島市に編入され同市西区の一部分となっている）。
- 町役場（当初は村役場）は大字草津に設置された。

## 歴史

### 地名の由来
南北朝時代からの歴史ある地名で、古代、神功皇后が三韓出兵のさいこの地に布陣したという伝承から「軍津」（いくさつ）と呼ばれ、これが訛ったという説がある。古くは「久曾津」とも書いた。

### 中世
中世の草津村は古江村（のちの古田村）を村域に含んでおり（慶長年間頃まで）、近隣の己斐村・山田村・井口村と同様、厳島神社の社領（荘園）であった。戦国時代には、当初、厳島社神主家配下の羽仁氏が草津城を拠点にこの地を支配しその後大内氏・陶氏の勢力圏に入った。1554年（天文23年）以後は毛利氏支配下となり、水軍の将である児玉氏が毛利の防長移封まで3代にわたって草津を統治した（詳細は草津城参照）。入江や干潟に富んだ地形は早くからこの地に港を発達させることになり、城の南にある草津湊（くさつみなと / 草津漁港の前身だが埋め立てにより現在は沖合に移転）は毛利水軍の基地になるとともに米・塩などの荷揚げ、厳島社への参拝や瀬戸内の島々への渡船場として賑わい、村には町屋が形成された。

### 近世
藩政期、草津は広島城下の外港としての役割を果たし、浜田藩（松平氏）の船屋敷が一時設置されていたこともある。また街道筋に位置する草津城址には城下町の西端を示す大門が設けられた。広島およびその近辺の水産物の集散地でもあり、延宝年間以降はカキの養殖が盛んになり、仁保島・江波などと並ぶ特産地となった。さらに沖合に広がる遠浅の干潟では早い時期から新開地の造成が行われた。

### 近代
1870年（明治3年）、沖合に造成された広大な庚午新開は、1889年の町村制発足により佐伯郡草津村が設置されると、その全体が村域に編入された。1909年（明治42年）には町制が施行され草津町と改称した。新開地である庚午がサツマイモ・大根などの栽培が盛んな野菜の産地であったのと対照的に、草津では住民の多くが水産物の漁獲・加工・販売などに従事していた。1922年（大正11年）には広島瓦斯電軌（現・広島電鉄）宮島線が己斐から草津まで延長され駅が設置された。そして1929年（昭和4年）の広島市編入に至る。

## 沿革
- 1889年4月1日 ： 町村制発足により佐伯郡草津村・庚午新開を合併し佐伯郡草津村を新設。
- 1909年2月1日 ： 町制を施行し佐伯郡草津町と改称。
- 1929年4月1日 ： 広島市に編入し消滅。旧町域は同市「草津町」となる。

## 大字
町村制発足による草津村設置に際して統合された草津村および庚午新開は、草津村（のち草津町）の大字として編成された。

### 草津
地名の由来については#歴史を参照。現在の草津（草津本町・浜町・東・南・梅が台）にほぼ相当する。

### 庚午新開（こうごしんがい）
1870年（明治3年）、前年の凶作による困窮者の救済を目的に広島藩により干潟干拓がなされ、翌年の完成で「庚午新開」と命名され、全域が佐伯郡に編入（1878年）された。地名は着手された年（1870年）の干支に由来する。現在の庚午（庚午北・中・南）にほぼ相当する。

## 各種施設・企業（1929年4月時点）
行政機関
- 草津町役場 ： 現在の草津東二丁目、広電草津駅の南に所在。

学校
- 佐伯郡草津町立草津尋常高等小学校 ： 1873年（明治6年）3月9日「立基館」として設立。合併後広島市立となり、1947年広島市立草津小学校と改称、庚午小などを分離して現在に至る。

## 交通（1929年4月時点）
鉄道
- 広島瓦斯電軌（広島電鉄の前身）宮島線
  - 草津町駅 ： 1922年8月22日開業。現在の「草津」駅。
  - 荒手駅 ： 1923年4月6日開業。現在の「草津南」駅。

## 合併後の状況
- 現況については#関連項目の各地区の記事を参照されたい。
- 広島市への編入合併後、旧草津町域はそのまま「広島市草津町」となり、旧草津町の大字であった草津・庚午新開は同市の大字に継承されてそれぞれ広島市草津町大字草津・同大字庚午新開となった。1933年には町名が変更され（大字）草津は草津東町・草津本町・草津南町・草津浜町などに分割、庚午新開は庚午町と改称された。
- その後は一部を己斐・古江・高須に編入しながらも、1967年に庚午町などを再編し庚午北・中・南、1970年には草津東町・南町を再編して草津東・南がそれぞれ新設された。さらに1975年 - 77年には山地部の宅地造成により草津梅が台および鈴が峰町が新設され現在に至っている。現在は大字は使われていない。

## 関連書籍
- 『広島県の地名』（日本歴史地名大系 第35巻） 平凡社、1982年
- 『角川日本地名大辞典 第34巻：広島県』 角川書店、1987年　ISBN 4040013409
- 長船友則 『広電が走る街 今昔』 JTBパブリッシング、2005年　ISBN 4533059864